# سیارک ۴۷۳۶
سیارک ۴۷۳۶ (به انگلیسی: 4736 Johnwood، نامگذاری:1983AF2) چهار هزار و هفتصد و سی و ششمین سیارک کشف شده‌است که در ۱۳ ژانویه ۱۹۸۳ کشف شد.
قدر مطلق سیارک برابر ۱۳٫۵۰ است.